# Jan Bucewicz-Wręba
Jan Kanty Edward Wiktor Bucewicz-Wręba herbu Korczak (lit. Jonas Bucevičius; ur. 13 października 1883 w Judranach na Żmudzi, zm. 9 stycznia 1967 w Łodzi) – litewski adwokat, działacz mniejszości polskiej na Litwie, poseł na Sejm Republiki Litewskiej (1926–1927). 

## Życiorys
Po ukończeniu gimnazjum w Lipawie studiował prawo na Uniwersytecie Petersburskim. W 1912 rozpoczął pracę w rosyjskiej stolicy jako adwokat. Po powrocie na Żmudź w 1921 zamieszkał w rodzinnym gospodarstwie w Jadranach. Kontynuował pracę jako adwokat, tym razem w Szawlach. 
W 1926 wybrano go posłem na Sejm Republiki Litewskiej III kadencji z listy chrześcijańskich demokratów, mandat sprawował do rozwiązania parlamentu w 1927. Po 1945 repatriował się do Polski, zamieszkał w Łodzi. 
Został pochowany na Starym Cmentarzu w Łodzi. 